# Vilanova de Sau

Stema oraşului

Vilanova de Sau este un oraș din comorca Osona in Catalonia.